# Сосновка (Гірськомарійський район)
Сосно́вка (рос. Сосновка, марій. Атьсола) — присілок у складі Гірськомарійського району Марій Ел, Росія. Входить до складу Мікряковського сільського поселення.

## Населення
Населення — 146 осіб (2010; 174 у 2002).
Національний склад (станом на 2002 рік):
- гірські марійці — 98 %